# Lohberg
Lohberg település Németországban, azon belül Bajorországban. Lakosainak száma 1875 fő (2023. december 31.). Lohberg Železná Ruda, Bayerisch Eisenstein, Bodenmais és Hamry községekkel határos.

## Népesség
A település népessége az elmúlt években az alábbi módon változott:
| Lakosok száma | 1351 | 2372 | 1870 | 1936 | 1877 | 1902 | 1857 | 1873 | 1827 | 1875 |
|               | 1875 | 1950 | 1970 | 2011 | 2013 | 2014 | 2016 | 2019 | 2021 | 2023 |